# L'Hermitage (Santa Lucía)
L'Hermitage es una localidad de Santa Lucía que forma parte del distrito de Gros Islet.